# Stephan Maurer
Stephan Maurer (* 13. August 1985) ist ein Schweizer Snowboarder.

## Werdegang
Maurer gab sein internationales Debüt am 8. Februar 2002 im Snowboard-Europacup. In Bischofswiesen erreichte er dabei in der Halfpipe Rang 16. Am 1. Dezember 2002 gab er nach einem guten Europacup-Start in Laax sein Debüt im Snowboard-Weltcup. Dabei gewann er mit Rang 16 seine ersten Weltcup-Punkte. Nachdem er drei Wochen später das FIS-Rennen in seiner Heimat Davos gewann und im Januar ebenfalls in St. Moritz erfolgreich war, startete er bei den Snowboard-Juniorenweltmeisterschaften 2003 in Prato Nevoso. Dort erreichte er in der Halfpipe Rang sieben. Zum Saisonende gelang ihm in Arosa mit dem zehnten Platz sein bis dahin bestes Weltcup-Resultat. In der Halfpipe-Gesamtwertung erreichte er am Ende damit den 44. Platz, was in der Folge auch das beste Resultat seiner Karriere darstellte.
Im Februar 2004 startete er nach schwachem Start in die Saison 2003/04 bei den Junioren-Weltmeisterschaften in Oberwiesenthal und am Klínovec, konnte aber seine Leistungen aus dem Vorjahr nicht wiederholen und landete nur auf hinteren Plätzen. Bei den am Saisonende stattfindenden Schweizer Meisterschaften 2004 in Zermatt verpasste Maurer hinter Sergio Berger, Gian Simmen und Rolf Feldmann als Vierter nur knapp die Medaillenränge in der Halfpipe. In der Saison 2004/05 startete er bis auf den Auftaktwettbewerb in Saas-Fee nur bei Wettbewerben im Big Air. Dabei erreichte er bis März auch in jedem Weltcup die Punkteränge und lag ausnahmslos immer unter den besten zwanzig. Bei den Snowboard-Juniorenweltmeisterschaften 2005 in Zermatt landete Maurer jedoch überraschend im Big Air weit abgeschlagen, konnte sich aber in der Halfpipe auf Rang fünf platzieren.
Von September 2005 bis Januar 2006 konnte sich Maurer nicht in der Weltspitze platzieren. Oftmals verpasste er mit einer Platzierung außerhalb der Top 30 auch die Punkteränge. Am 28. Dezember 2005 startete Maurer erstmals im Rahmen der TTR World Snowboard Tour und wurde 36. beim Slopestyle-Wettbewerb im Rahmen des O’Neill SB-Jam.
Am 28. Januar 2006 gelang ihm auch im Weltcup erstmals wieder eine gute Platzierung beim Big Air in Winterberg, wo er den sechsten Rang erreichte. Diese Platzierung wiederholte er wenige Tage später in Mailand.
Am 22. September 2006 erreichte er beim Freestyle.ch den siebenten Rang im Big Air. Bei den Snowboard-Weltmeisterschaften 2007 in Arosa erreichte Maurer im Big Air den zehnten Platz. Im April 2007 gewann er zudem seine erste und einzige Schweizer Meisterschaft in Zermatt. Im September 2007 konnte er beim Freestyle.ch im Big Air nach einem starken Finale, bei dem er mit einem langgezogenen Backflip einen besonders anspruchsvollen Trick gezeigt hatte, deutlich gewinnen. Nur zweieinhalb Wochen später zeigte Maurer beim Big-Air-Weltcup in Rotterdam wieder seine Qualitäten und verpasste als Vierter nur knapp die Podestplätze. Auch beim Burton Pro Jump Contest war Maurer im Rahmen der TTR-Tour erfolgreich und gewann den Big-Air-Wettbewerb mit Abstand. Im Weltcup konnte er im Dezember noch einmal mit einem siebenten Platz im bulgarischen Sofia auf sich aufmerksam machen, bevor er für den Rest der Saison aus dem Weltcup ausschied und sich auf seine Starts in der TTR World Snowboard Tour konzentrierte.
Bei den Crans Montana Champs Open im Februar 2008 stand er am Ende auf dem dritten Platz. Nach weiteren eher mittelmäßigen Ergebnissen erreichte er am Ende der Saison Rang 31 in der TTR-Gesamtwertung. Im Oktober und November 2008 startete Maurer zu seinen letzten beiden Weltcup-Wettbewerben und konnte dabei in London und Stockholm jeweils Weltcup-Punkte im Big Air gewinnen. Zwischen beiden Weltcups konnte er zudem beim Burton STOMP-IT erneut Rang drei erreichen. Die TTR-Saison 2008/09 beendete er als 20. der Gesamtwertung. Zuvor hatte er bei den Snowboard-Weltmeisterschaften 2009 in der Provinz Gangwon-do im Big Air Rang 16 und in der Halfpipe Rang 31 erreicht.
Am 31. Oktober 2009 konnte er beim Stompit Again mit Rang zwei sein bestes Einzelresultat der Saison 2009/10 erreichen, bevor er zum Ende der Saison den vierten Rang bei den X-Games Europe erreichte. In der Saison 2010/11 bestritt er mit dem Stomp-It, wo er Rang vier belegte und dem Horsefeathers Pleasure Jam 2010 seine letzten beiden internationalen Wettbewerbe, bevor er seine aktive Wettkampf-Karriere beendete und sich ganz dem Freeriden widmete.

## Unternehmertätigkeit
Maurer ist Gründer der Snowboardmarke Clast, die sich vor allem im Bereich der Sportlerausstattung mit Nackenwärmern und Mützen spezialisiert hat.
Er wohnt in Zizers im Kanton Graubünden.